# Neste de Couplan
Die Neste de Couplan ist ein kleiner Gebirgsfluss in Frankreich, der im Département Hautes-Pyrénées in der Region Okzitanien verläuft. Sie entspringt unter dem Namen Ruisseau de Cap de Long im Nationalpark Pyrenäen, an der Westflanke des Berggipfels Pic de Campbieil (3173 m), westlichen Gemeindegebiet von Aragnouet, entwässert in einem Bogen über Nord generell Richtung Osten und mündet nach rund 17 Kilometern im Gemeindegebiet von Aragnouet als linker Nebenfluss in die Neste. Auf ihrem Weg durchquert die Neste de Couplan die Stauseen Lac de Cap de Long und Lac d’Orédon.

## Orte am Fluss
(Reihenfolge in Fließrichtung)
- Abri du Lac de Cap de Long, Gemeinde Aragnouet
- Chalet-Hôtel Orédon, Gemeinde Aragnouet
- Cabane d’Artigusse, Gemeinde Aragnouet
- Fabian, Gemeinde Aragnouet